# أسد خان
أسد خان (بالفارسية: اسدخان) (1626/1631م – 15 يونيو 1716) ولد باسم محمد إبراهيم (بالفارسية: محمد ابراهیم) كان أحد النُبلاء رفيعي المستوى في سلطنة مغول الهند خلال عهد أورنكزيب وبهادر شاه. وهو معروف بتوليه منصب الوزير الأعظم للهند المغوليّة في الفترة من سنة 1676م إلى 1707م، وكان لاعباً مهماً في سياسة البلاط المغولي.